# Herz-Jesu-Basilika (Antwerpen)

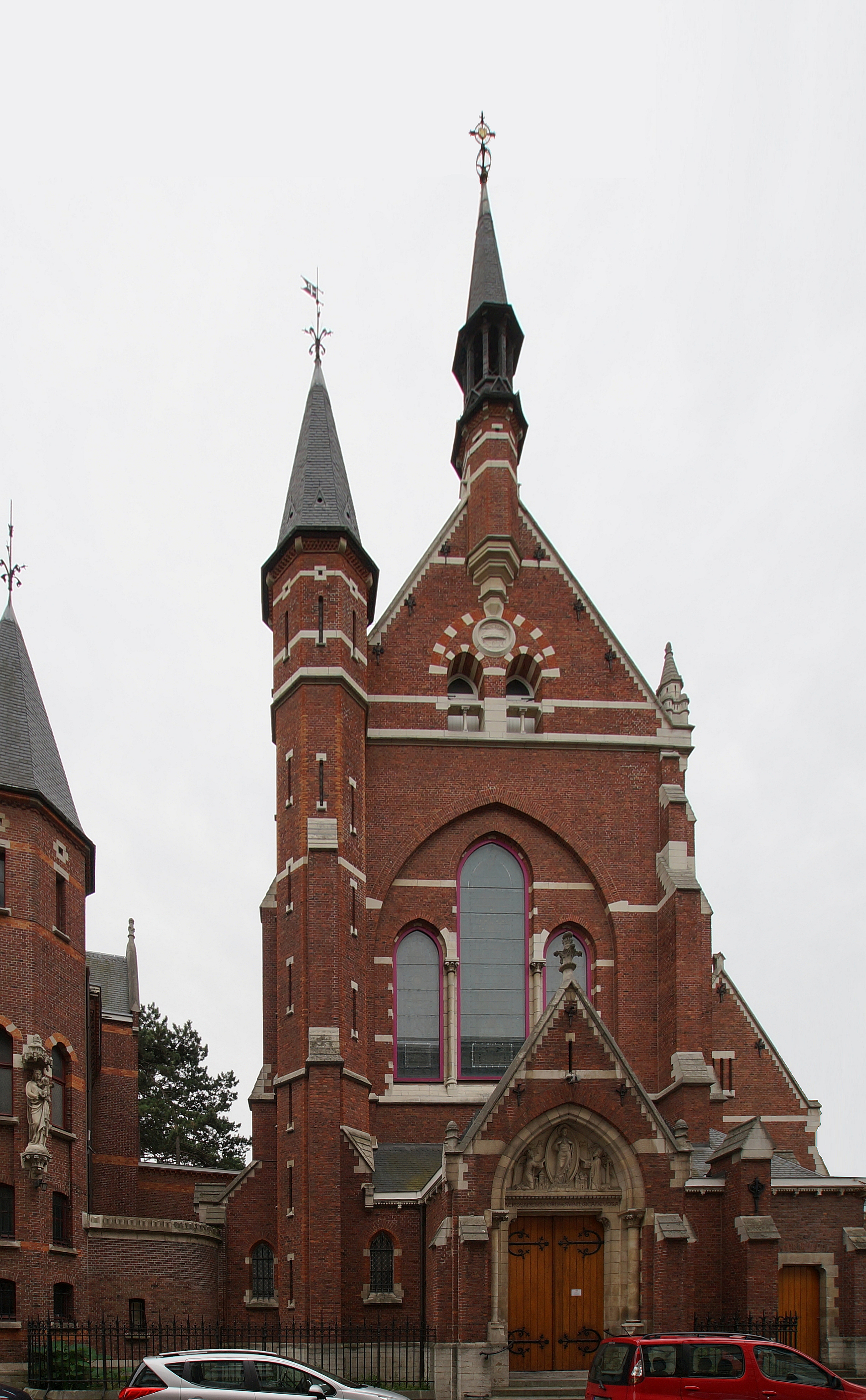
Fassade der Basilika

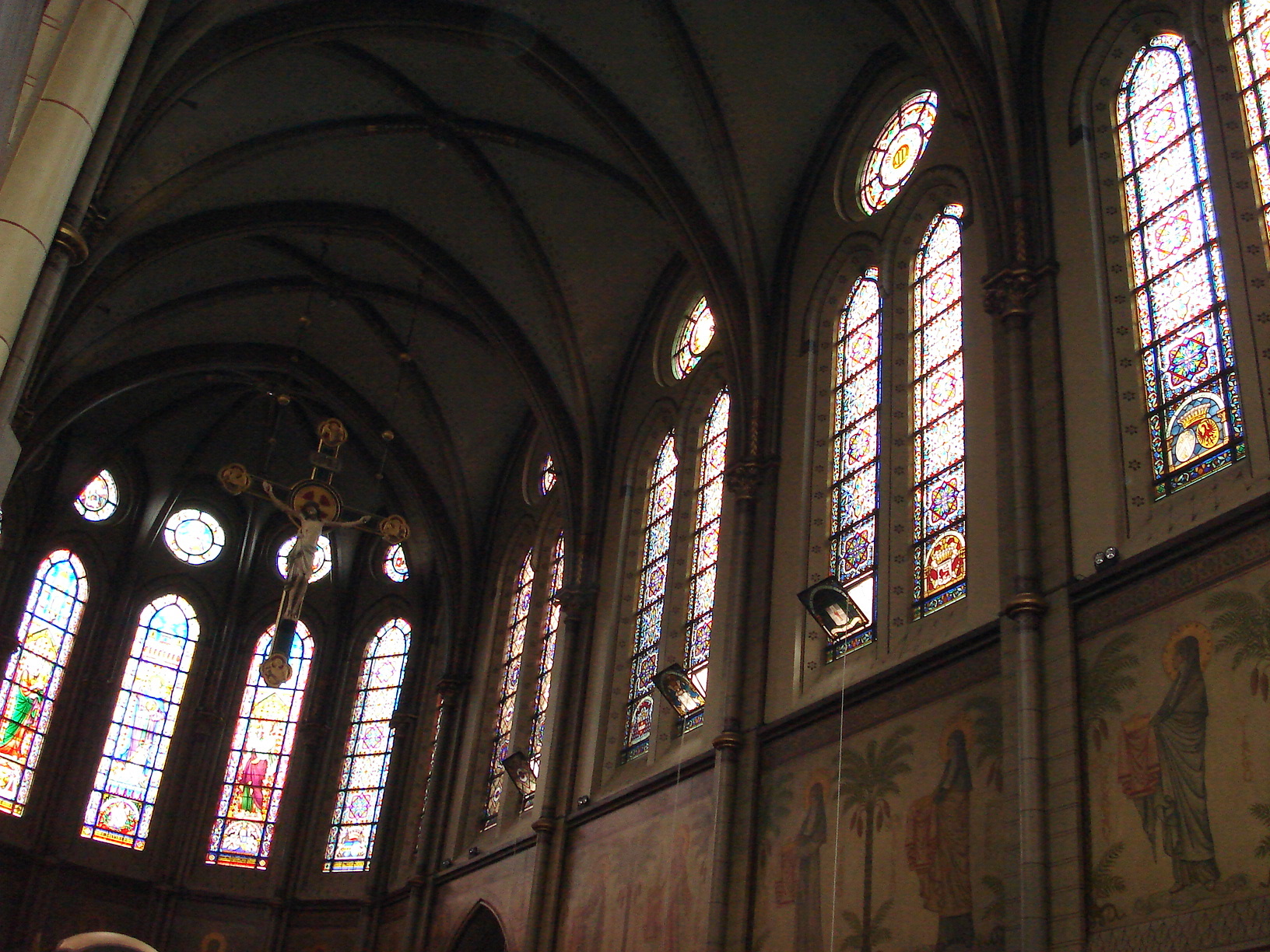
Chorraum

Die Basilika des Heiligen Herzens (niederländisch Basiliek van het Heilig Hart) ist eine römisch-katholische Kirche in Antwerpen-Berchem, Belgien. Die Kloster- und Wallfahrtskirche des Bistums Antwerpen war die erste Basilica minor der Welt mit dem Patrozinium des Heiligen Herzens Jesu und die erste Basilika in Belgien.

## Geschichte
Papst Pius IX. stiftete den Grundstein für den Kirchenbau aus der Calixtus-Katakombe. Dieser wurde am 8. September 1875 in Anwesenheit des päpstlichen Gesandten Vincenzo Vannutelli gelegt. Die einschiffige, neugotische Kirche wurde 1878 nach den Plänen der Architekten Joseph Van Riel und Jules Bilmeyer fertiggestellt. In diesem Jahr wurde sie auch vom Papst zur Basilica minor erhoben, die feierliche Weihe fand am 17. August statt.

## Architektur
Die einschiffige Kirche mit fünf Jochen im Langhaus und einem schmalen Joch im Chorraum wird von einer fünfseitigen Apsis abgeschlossen. Die öffentliche Kapelle auf der Westseite wurde 1904 vergrößert. Die Fassade hat ein Tympanon über dem Hauptportal mit einer Darstellung von Christus, der sein heiliges Herz zeigt.
Die Basilika, der Kreuzgang und der dahinter liegende Garten bilden einen Teil des geschützten Stadtbildes Kardinaal Mercierlei-De Merodelei.

## Ausstattung
Die vier Putten um den Altar wurden vom französischen Bildhauer M. Dufraine geschaffen. Altar, Tabernakel, Ziborium, Leuchter und Monstranz sind Werke des Künstlers Armand-Calliat aus Lyon. Die Glasfenster sind von Leon Lefèvre (Maison Lusson, Paris), der auch die Glasfenster der Sainte-Chapelle in Paris renoviert hat.

## Kloster
Das angrenzende Kloster war ursprünglich für die Kongregation der Töchter des Herzens Jesu bestimmt. Der Bau wurde vermutlich kurz nach Juni 1889 begonnen. In der Basilika war Marie de Jésus Deluil-Martiny (1841–1884) beigesetzt, die 1989 von Papst Johannes Paul II. seliggesprochen wurde. Sie war die ermordete Gründerin der Gemeinschaft. Am Samstag, den 28. September 2013, wurde dieser Schrein mit dem Leichnam von Berchem nach Rom gebracht. Dort findet er nun eine letzte Ruhestätte im Haupthaus des Ordens in der Via dei Villini. Die Schwestern zogen mit, einige nach Rom und andere nach Marseille, wo die Gründerin geboren wurde. Seitdem ist das Kloster von der religiösen Gemeinschaft Chemin Neuf bewohnt.